# Ивашиновский сельский совет
Ивашиновский сельский совет (укр. Івашинівська сільська рада) — входит в состав
Пятихатского района
Днепропетровской области
Украины.
Административный центр сельского совета находится в 
с. Ивашиновка.

## Населённые пункты совета
- с. Ивашиновка
- пос. Вершинное
- с. Красная Воля